# Faculteit voor Vergelijkende Godsdienstwetenschappen
De Faculteit voor Vergelijkende Godsdienstwetenschappen (FVG) in Wilrijk (Antwerpen) is een zelfstandige, niet-erkende faculteit die in 1980 werd opgericht met als doelstelling: het op internationaal universitair niveau inrichten van de vergelijkende studie der godsdienstwetenschappen en van het wetenschappelijk onderzoek op het vlak van de religies en wereldbeschouwingen. De tegenwoordige en toekomende leden verklaren plechtig dat de Faculteit voor Vergelijkende Godsdienstwetenschappen aan geen enkel leerstelsel onderworpen is. De meest absolute verdraagzaamheid zal voorgaan bij de betrekkingen tussen de leden en de bij de opzet betrokkenen. (Art. 2 van de Statuten).
De Faculteit voor Vergelijkende Godsdienstwetenschappen (FVG) is geen erkende instelling van hoger onderwijs in Vlaanderen en is derhalve niet gemachtigd om officieel erkende diploma's af te leveren.
In 2020 heeft de Faculteit haar 40 jaar bestaan gevierd en dit in het academiejaar 2020/2021.

## Raamakkoord FVG - Vrije Universiteit Brussel (VUB)
Op 23 februari 2006 werd tussen de Faculteit voor Vergelijkende Godsdienstwetenschappen (FVG) in Wilrijk en de Vrije Universiteit Brussel (VUB) een raamovereenkomst afgesloten voor samenwerking op gebied van onderwijs, bibliotheek, logistiek en dergelijke. Deze overeenkomst werd in 2016 beëindigd en er is momenteel geen samenwerking meer tussen FVG en VUB.

## Publicatie
Ieder jaar publiceert de FVG Acta Comparanda, een bundel van essays en studies op academisch niveau in deze disciplines.
Elk jaar worden verschillende symposia en internationale conferenties gehouden in het kader van wetenschappelijk onderzoek en voor de uitwisseling van expertise.